# Кня-Баш
Кня-Ба́ш (тат. Кенәбаш) — село в Кукморском районе Республики Татарстан, в составе Починок-Кучуковского сельского поселения.

## Этимология
Топоним произошёл от гидронима «Кенә» (Кня) и гидрографического термина «баш» (исток, начало).

## География
Село находится в верховье реки Кня, в 18 км к югу от районного центра — города Кукмора.

## История
Известно с 1678 года.
В XVIII – первой половине XIX века жители относились к сословию государственных крестьян. Их основные занятия в этот период – земледелие и скотоводство, был распространён бондарный промысел.
В конце XVIII века в недрах холмов Кня-баш тавы нашли медную руду.
В «Списке населенных мест по сведениям 1859 года», изданном в 1866 году, населённый пункт упомянут как казённая деревня Княбаш 2-го стана Мамадышского уезда Казанской губернии. Располагалась при речке Кне, между Шунским и Кукморским торговым трактами, в 60 верстах от уездного города Мамадыша и в 27 верстах от становой квартиры в казённой деревне Ахманова (Ишкеево). В деревне в 43 дворах жили 269 человек (133 мужчины и 136 женщин). Была мечеть.
В начале XX века в селе действовали мечеть, медресе, водяная мельница, 2 мелочные лавки. В этот период земельный надел сельской общины составлял 730,9 десятины.
До 1920 года село входило в Петропавловскую волость Мамадышского уезда Казанской губернии. С 1920 года в составе Мамадышского кантона ТАССР. С 10 августа 1930 года – в Кукморском, с 1 февраля 1963 года – в Сабинском, с 12 января 1965 года в Кукморском районах.
В 1931 году в селе был организован первый колхоз. С 1993 года колхоз села был реорганизован в коллективное сельскохозяйственное предприятие, с 2003 — сельскохозяйственный производственный кооператив, с 2006 — общества с ограниченной ответственностью.

## Население
| 1782 | 1859 | 1897 | 1908 | 1920 | 1926 | 1938 | 1949 | 1958 | 1970 | 1979 | 1989 | 2002 | 2010 | 2017 |
| ---- | ---- | ---- | ---- | ---- | ---- | ---- | ---- | ---- | ---- | ---- | ---- | ---- | ---- | ---- |
| 57   | 269  | 380  | 456  | 494  | 512  | 932  | 738  | 531  | 500  | 397  | 361  | 367  | 339  | 339  |

Национальный состав села — татары.

## Экономика
Жители занимаются молочным скотоводством.

## Инфраструктура
В селе действуют начальная школа (с 1924 г.), детский сад (с 1989 г.), клуб (с 1978 г.).

## Религия
Мечеть (с 1997 года).